# Microbotryomycetes

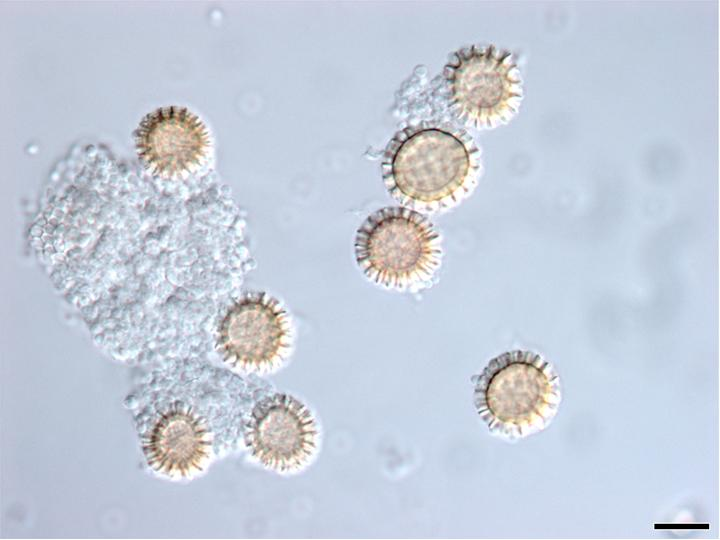
Sporen von Bauerago vuyckii

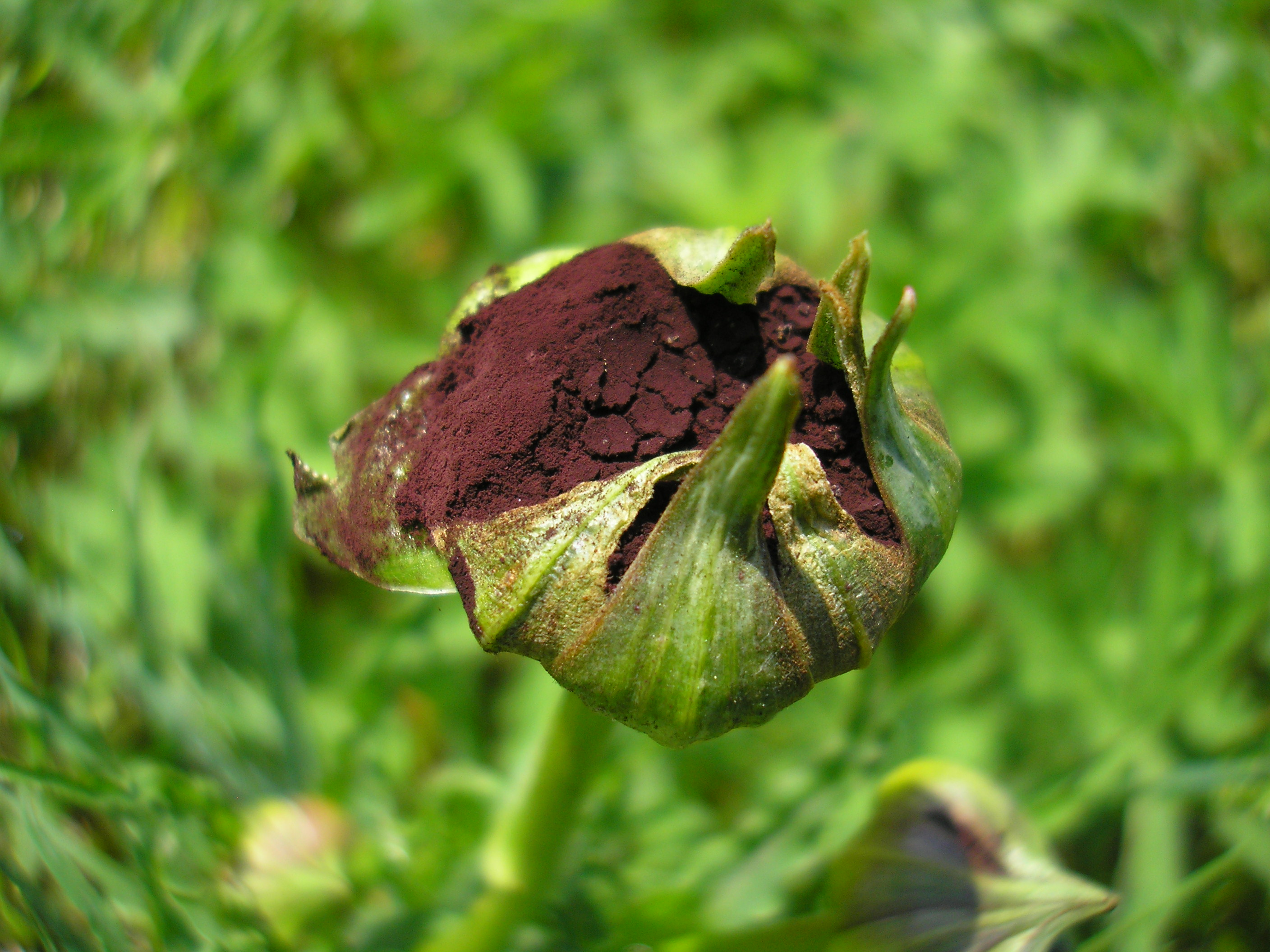
Microbotryum tragopogonis-pratensis auf dem Wiesen-Bocksbart (Tragopogon pratensis)

Die Microbotryomycetes sind eine Klasse der Ständerpilze (Basidiomycota).

## Merkmale und Lebensweise
Die Microbotryomycetes sind eine morphologisch und ökologisch sehr diverse Gruppe. Die Sporenbildung reicht von Basidien, die von einzelnen Teliosporen gebildet werden, über verstreut stehende Basidien bis zu komplexen, pyknidienartigen Fruchtkörpern. Die Mehrheit der Arten ist dimorphisch, besitzt also zwei Wuchsformen. Die Hefe-Form tritt in der haploiden Phase auf. Alle sexuellen Arten (Teleomorphen) bilden Phragmobasidien, mit Ausnahme von Curvibasidium.
Viele Arten haben in den Zellen Organellen, die Colacosomen genannt werden und mit der pilzparasitischen Lebensweise dieser Arten zusammenhängen. Sie sind membranständig und verbinden die Hyphen des Parasiten mit denen des Wirts.
Die Klasse umfasst Pilz- und Pflanzenparasiten sowie möglicherweise Saprobionten. Pilzparasitismus wird innerhalb der Klasse als die ursprüngliche Lebensweise angesehen, aus der sich der Pflanzenparasitismus entwickelt hat. Das Vorkommen von Saprobionten ist nicht gesichert, da die saprobiontische Lebensweise nur in Kultur beobachtet wurde.

## Systematik
Die Microbotryomycetes sind eine monophyletische Gruppe, und das Schwestertaxon der Classiculomycetes.
Die Microbotryomycetes umfassen vier Ordnungen mit folgenden Familien und Gattungen:
- Heterogastridiales: mycoparasitisch, mit Colacosomen, ohne Teliosporen.
  - Heterogastridiaceae
    - Atractocolax
    - Colacogloea
    - Heterogastridium
    - Krieglsteinera
- Microbotryales: Pflanzenparasiten, ohne Colacosomen, mit Teliosporen.
  - Microbotryaceae: ohne Septalporen
    - Bauerago
    - Liroa
    - Microbotryum
    - Sphacelotheca
    - Zundeliomyces

  - Ustilentylomataceae
    - Aurantiosporum
    - Fulvisporium
    - Ustilentyloma
- Leucosporidiales: mit Colacosomen und Teliosporen; Kulturen weiß bis cremefarben.
  - Leucosporidiaceae
    - Leucosporidiella (Anamorphe)
    - Leucosporidium (zum Teil)
    - Mastigobasidium
- Sporidiobolales: mit Colacosomen und Teliosporen; Kulturen rosafarben.
  - Sporidiobolaceae
    - Rhodosporidium
    - Rhodotorula (zum Teil, Anamorphe)
    - Sporidiobolus
    - Sporidiobolomyces (zum Teil, Anamorphe)

Keiner Ordnung zugeordnet sind:
- Camptobasidium
- Curvibasidium
- Kriegeria
- Leucosporidium antarcticum
- Leucosporidium fasciculatum